# جین جونگ-او
جین جونگ-او (به کره‌ای: 진종오 - Jin Jong-oh) ورزشکار مرد رشتهٔ ورزش تیراندازی اهل کشور کره جنوبی است. وی در بین سال‌های ‎۲۰۰۴ تا ۲۰۱۶ میلادی در مسابقات بازی‌های المپیک تابستانی در مجموع ۶ مدال، شامل ۴ مدال طلا و ۲ نقره را کسب کرد.